# Rite écossais ancien et accepté
Pour les articles homonymes, voir Rite écossais.

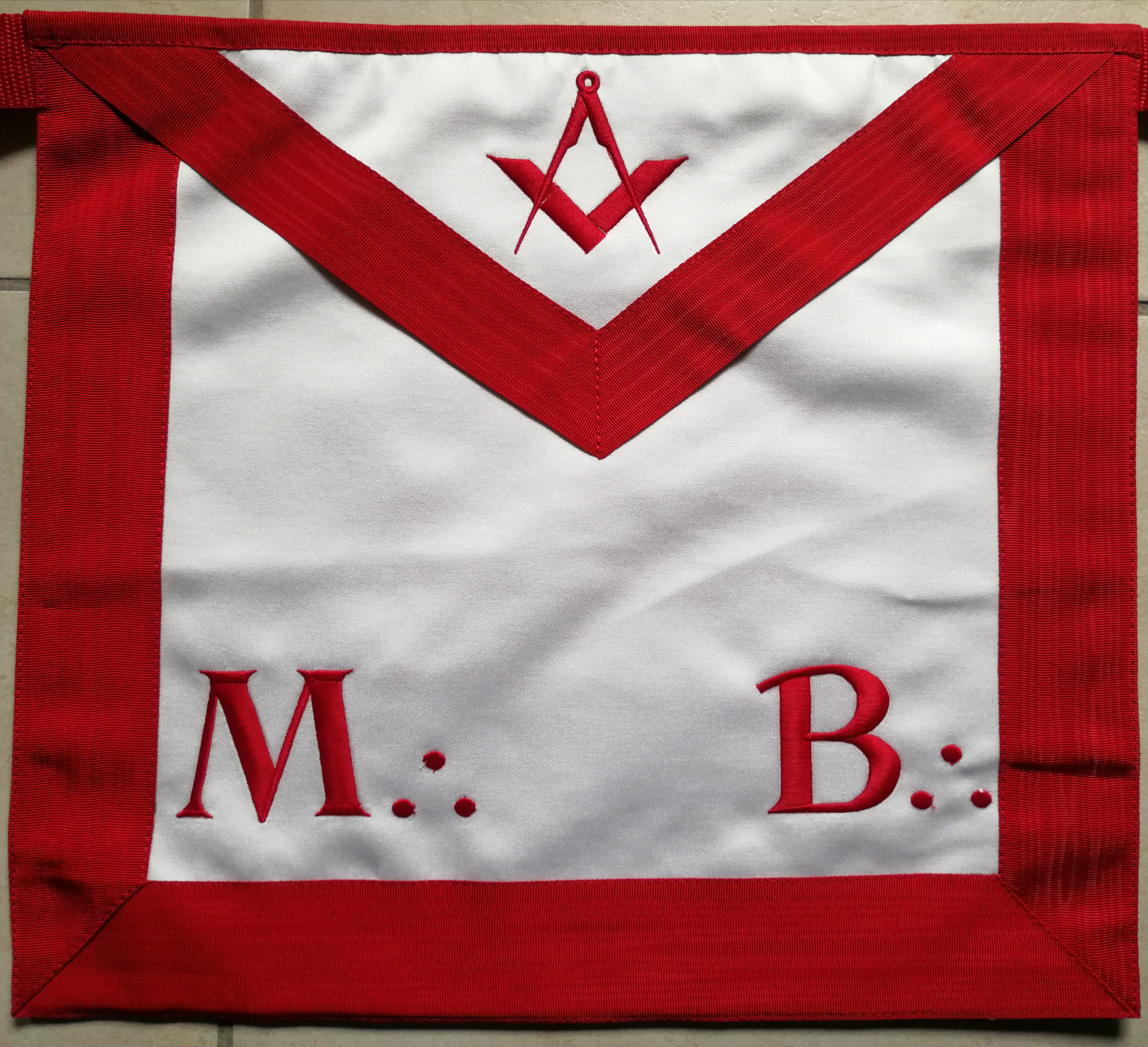
Un modèle de tablier au grade de maître du Rite écossais ancien et accepté.

Le Rite écossais ancien et accepté (REAA) est un rite maçonnique fondé en 1801 à Charleston aux États-Unis sous l'impulsion des frères John Mitchell et Frederic Dalcho, sur la base des Grandes Constitutions de 1786, attribuées à Frédéric II de Prusse. Le rite ne comporte à l'origine que des hauts grades maçonniques. Il est composé actuellement de 33 degrés et il est le plus souvent pratiqué dans le cadre de deux organismes complémentaires et distincts : une obédience maçonnique qui fédère des loges des trois premiers grades de la franc-maçonnerie et une « juridiction » des hauts grades maçonniques dirigée par un « Suprême Conseil », qui regroupe des ateliers du 4e au 33e degré.

## Histoire

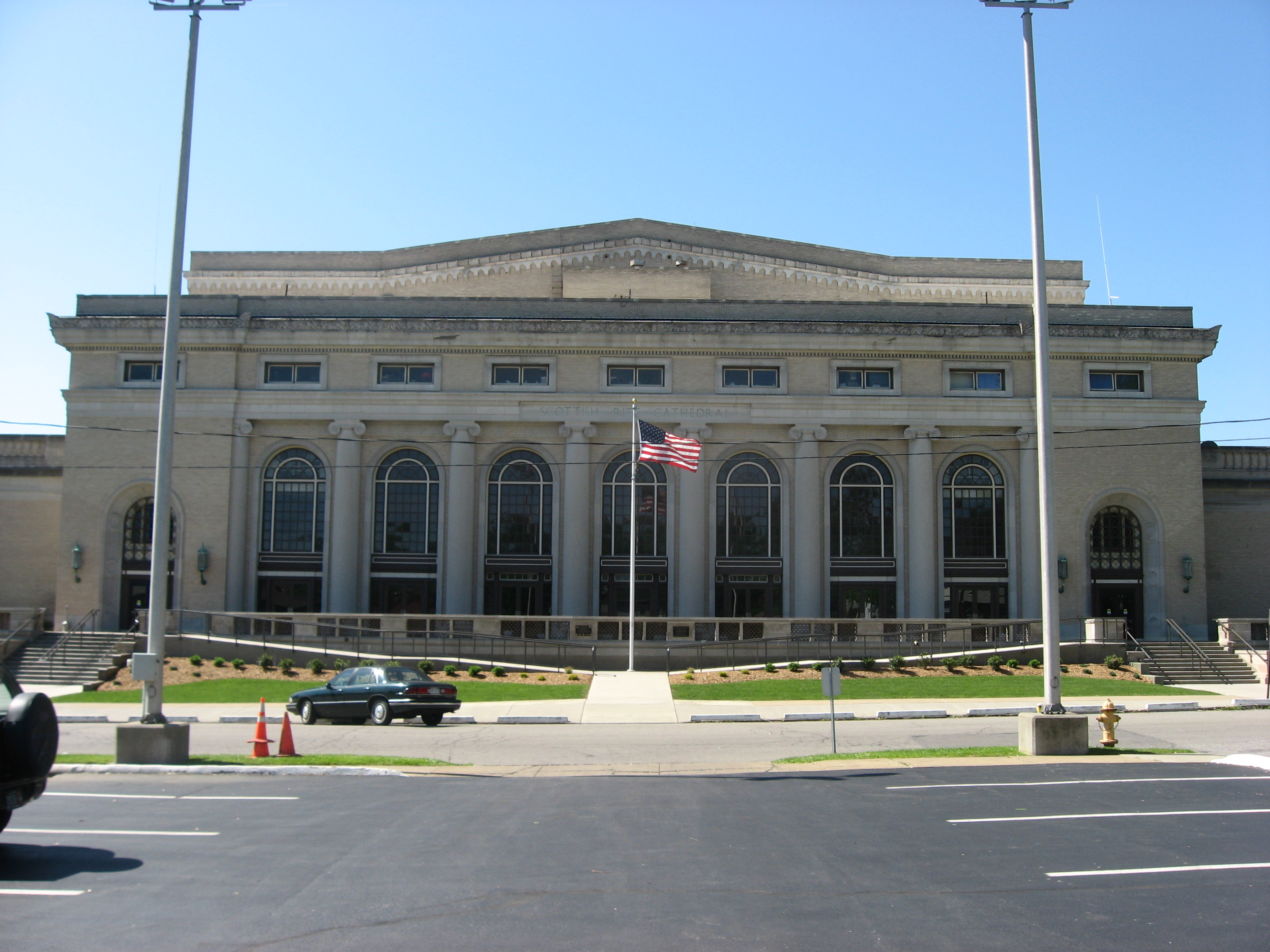
La cathédrale de rite écossais de New Castle (Pennsylvanie) inaugurée en 1926.

### Premières références au degré de«Maître écossais»
On trouve dès 1733 la trace d'une loge de Temple Bar, à Londres, ayant conféré le degré de « Maître écossais » (« Scots Master » ou « Scotch Master »). Il fut également conféré dans une loge de Bath en 1735 et dans la loge « française » « St George de l'Observance » no 49 de Covent Garden, en 1736.

### Influence Jacobite: mythe ou réalité?
La littérature maçonnique abonde en référence aux jacobites. Elles ont cependant l'inconvénient d'être contradictoires, en sorte que les opinions divergent. Tantôt on affirme que l'influence des jacobites sur la naissance des hauts grades est nulle, si bien qu'elle participe du mythe ; tantôt on la juge réelle, voire déterminante.
Les partisans de la thèse mythologique estiment que la source des malentendus réside dans une remarque imprudente faite par John Noorthouk en 1784 dans le livre des Constitutions de la première Grande Loge de Londres. Il y était déclaré sans preuve que le roi Charles II (frère aîné et prédécesseur de Jacques II) fut fait franc-maçon aux Provinces-Unies durant son exil (1649-1660). Il est aujourd'hui clair qu'à cette époque il n'existait pas encore de loges de francs-maçons sur le continent. Cette remarque visait certainement à flatter la fraternité par la revendication de l'appartenance d'un ancien monarque. Cette légende fut embellie par John Robison (1739–1805), professeur de philosophie à l'Université d'Édimbourg, dans un ouvrage antimaçonnique publié en 1797.

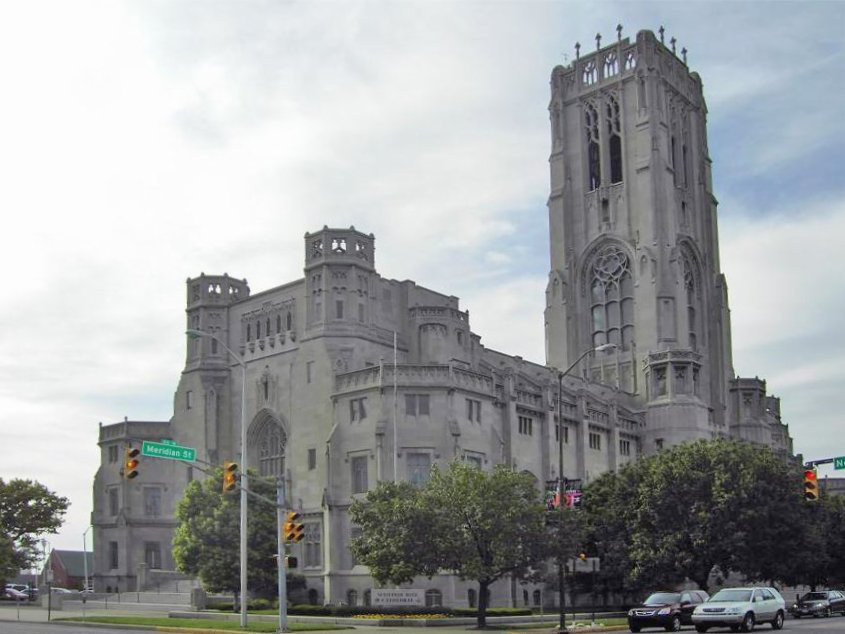
La cathédrale de rite écossais d'Indianapolis construite entre 1927 et 1929. Il s'agit du plus grand édifice maçonnique des États-Unis.

Il n'empêche qu'avant les déclarations de Noorthouk plusieurs allusions au rôle des jacobites se retrouvent dans les archives, et les plus importantes sont contenues dans la correspondance échangée entre 1777 et 1783 par le baron danois von Wachter et le prince Charles Édouard Stuart, fils de Jacques III Stuart, lui-même neveu de Charles II. Dans un mémoire rédigé le 21 septembre 1777 par Wachter et approuvé par Charles Édouard, celui-ci dit très clairement que « plusieurs hommes illustres de sa maison [comprendre : la maison des Stuart] ont été maçons ». À l'époque, la mission de Wachter est justement de savoir quelle est la part jouée par les jacobites dans la création de la franc-maçonnerie en général, et des hauts grades en particulier, surtout ceux à sensibilité « templière ». De la même façon, en 1767, un an après la mort de Jacques III survenue à Rome, le comte de Clermont, grand maître de la première Grande Loge de France, reconnaît dans une lettre au marquis de Gages que Jacques III, qu'il appelle le « prince Édouard », selon une habitude acquise depuis le séjour de celui-ci à Saint-Germain-en-Laye, jusqu'en 1713, fut le principal dignitaire des hauts grades, et que la Royale Loge (sic) qui fonctionna longtemps en France le fut en référence à sa personne.
Au milieu du XIXe siècle, le célèbre auteur maçonnique anglais George Oliver (1782-1867), dans son ouvrage Historical landmarks déclare que le roi Charles II assistait régulièrement à des tenues maçonniques. Il est possible d'en douter, bien que des auteurs maçonniques français le confirment, comme Jean-Marie Ragon (1781-1862) et Emmanuel Rebold, ce dernier imaginant même de toutes pièces une création des hauts grades au sein de la loge Canongate Kilwinning d'Edimbourg. Mais la réfutation de cette extrapolation est une chose ; autre chose est le fait que les premiers hauts grades se focalisent tout de même sur des références constantes aux Stuarts. Ainsi, celui de la Voûte Sacrée, qui correspond en version anglaise au Royal Arch, fait explicitement référence à Jacques Ier, père de Charles II.

### Étienne Morin et son rite en 25 degrés
Un négociant français nommé Étienne Morin, qui avait été reçu dans la franc-maçonnerie des hauts grades depuis 1744, fonda une « Loge écossaise » au Cap Français, au nord de la colonie de Saint-Domingue. Le 27 août 1761, à Paris, Morin reçut une patente signée des officiers de la Grande Loge le nommant « Grand Inspecteur pour toutes les parties du Monde ». Des copies plus tardives de cette patente, qui ne visait probablement à l'origine que les loges symboliques, semblent avoir été embellies, peut-être par Morin lui-même, afin de mieux assurer sa prééminence sur les loges de hauts grades des Antilles.
Morin pratiquait un rite nommé « Rite du royal secret » en 25 degrés dont le plus haut se nommait « Sublime Prince du Royal Secret » et qui découlait peut-être lui-même du rite pratiqué à Paris par le « Conseil des Empereurs d'Orient et d'Occident ».
Morin retourne à Saint Domingue en 1762 ou 1763 et, grâce à sa patente, constitue progressivement des loges de tous grades à travers les Antilles et l'Amérique du Nord. Il crée en particulier en 1770 un « Grand Chapitre » de son rite à Kingston, Jamaïque, où il meurt en 1771.

### Henry Andrew Francken et ses manuscrits

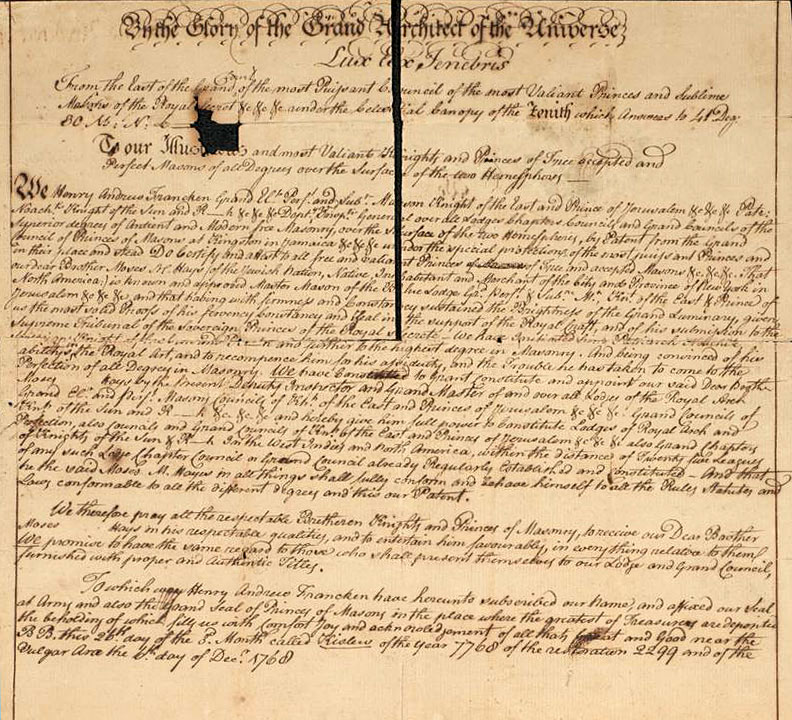
Manuscrit d'Henry Andrew Francken titré « À la Gloire du Grand Architecte de l'Univers ».

L'homme qui aida le plus Morin à diffuser son rite dans le Nouveau Monde fut un Hollandais naturalisé anglais nommé Henry Andrew Francken. Morin le nomma Député Grand Inspecteur Général dès son retour aux Antilles. Francken travaille en étroite collaboration avec lui et, en 1771, rédige un manuscrit contenant les rituels du 15e au 25e degré. Il rédige au moins deux autres manuscrits, le premier en 1783 et le second vers 1786, qui contiennent tous les degrés du 4e au 25e.
Une loge « Parfaits d'Écosse » fut créée le 12 avril 1764 à la Nouvelle Orléans. Ce fut le premier atelier de hauts grades sur le continent nord-américain. Son existence fut brève car le Traité de Paris avait cédé en 1763 la Nouvelle Orléans à l'Espagne catholique et hostile à la franc-maçonnerie : toute activité maçonnique semble cesser à la Nouvelle Orléans jusque dans les années 1790.
Francken s'installe à New York en 1767 où il reçoit une patente, datée du 26 décembre 1767, pour la formation d'une loge de Perfection à Albany, ce qui lui permet de conférer les degrés de perfection (du 4e au 14e) pour la première fois dans les treize colonies britanniques. Cette patente ainsi que les minutes des premiers travaux de cette loge sont actuellement dans les archives du Suprême Conseil de la Juridiction Nord des États-Unis.
Pendant son séjour à New York, Francken communique aussi ces degrés à un homme d'affaires, Moses Michael Hays, qu'il nomme Inspecteur Général Adjoint (DIG: Deputy Inspector General). En 1781, Hays nomme à son tour huit autres Inspecteurs Généraux Adjoints, dont quatre jouèrent plus tard un rôle notable dans la fondation du Rite écossais ancien et accepté en Caroline du Sud :
- Isaac Da Costa Sr., D.I.G. for South Carolina
- Abraham Forst, D.I.G. for Virginia
- Joseph M. Myers, D.I.G. for Maryland
- Barend M. Spitzer, D.I.G. for Georgia

Da Costa retourna en février 1783 à Charleston, Caroline du Sud, et y établit une « Sublime Grande Loge de Perfection ». À sa mort, en novembre 1783, Hays nomma Myers son successeur. Rejoint par Forst et Spitzer, Myers créa huit degrés supplémentaires à Charleston.

### Naissance du Rite écossais ancien et accepté

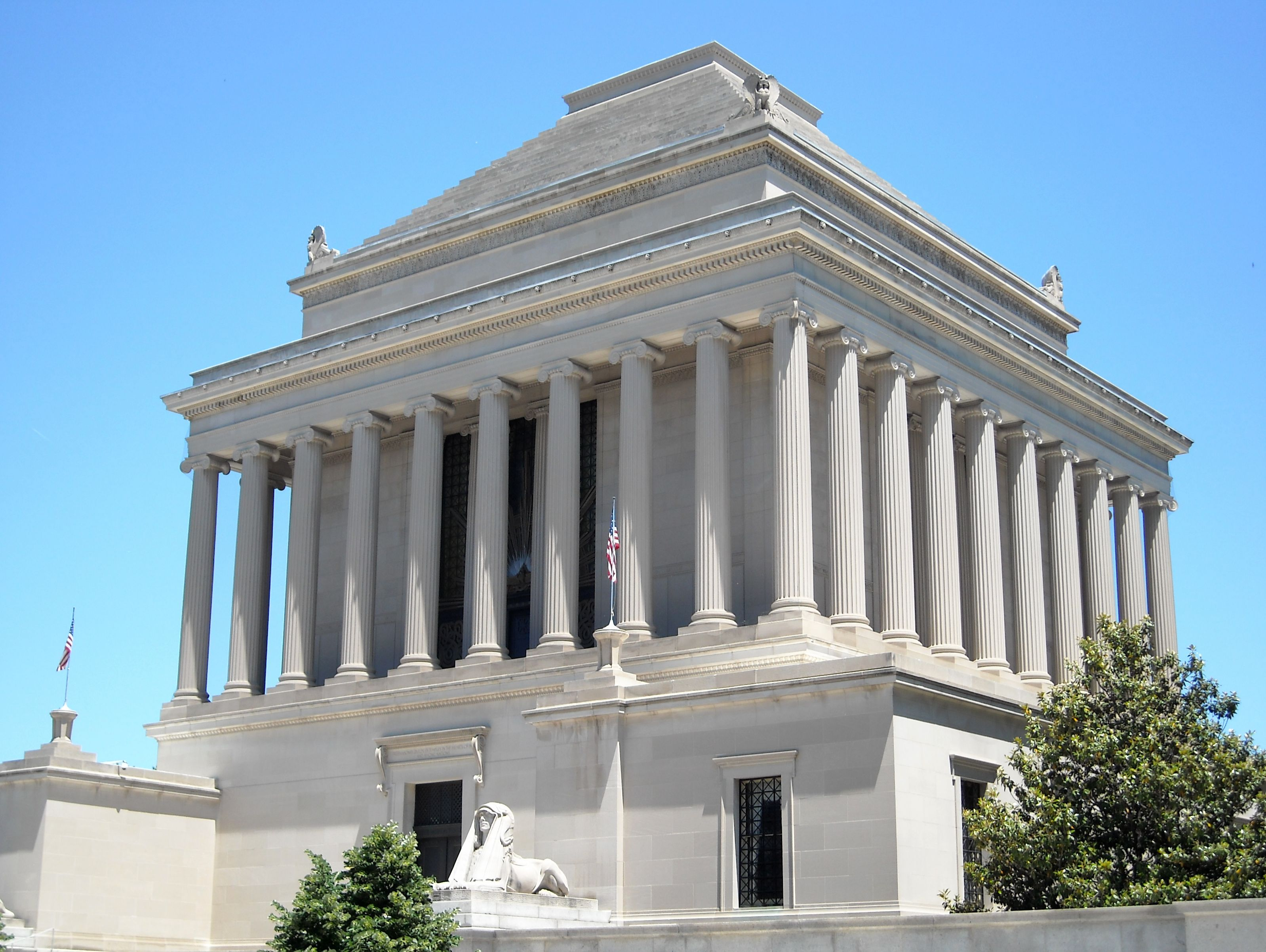
« House of the Temple », « Home of The Supreme Council, 33e » est la Maison du Temple de la Juridiction Sud du REAA, Washington D.C., États-Unis.

Bien que les trente-trois degrés aient été ainsi déjà créés, le Rite écossais ancien et accepté ne fut constitué qu'avec la fondation du premier Suprême Conseil, le Suprême Conseil de la Juridiction Sud à Charleston, en mai 1801, sous l'impulsion de John Mitchell et Frederic Dalcho.
C'est avec des patentes de ce premier Suprême Conseil que furent progressivement constitués tous les autres Suprêmes Conseils du monde, comme :
- le Suprême Conseil du 33e degré en France (nom exact de l'organisme à l'époque), en 1804.
- le Suprême Conseil de la Juridiction Nord des États-Unis, en 1813.
- le Suprême Conseil d'Angleterre et du Pays de Galles, en 1845.

### Albert Pike et le REAA aux États-Unis

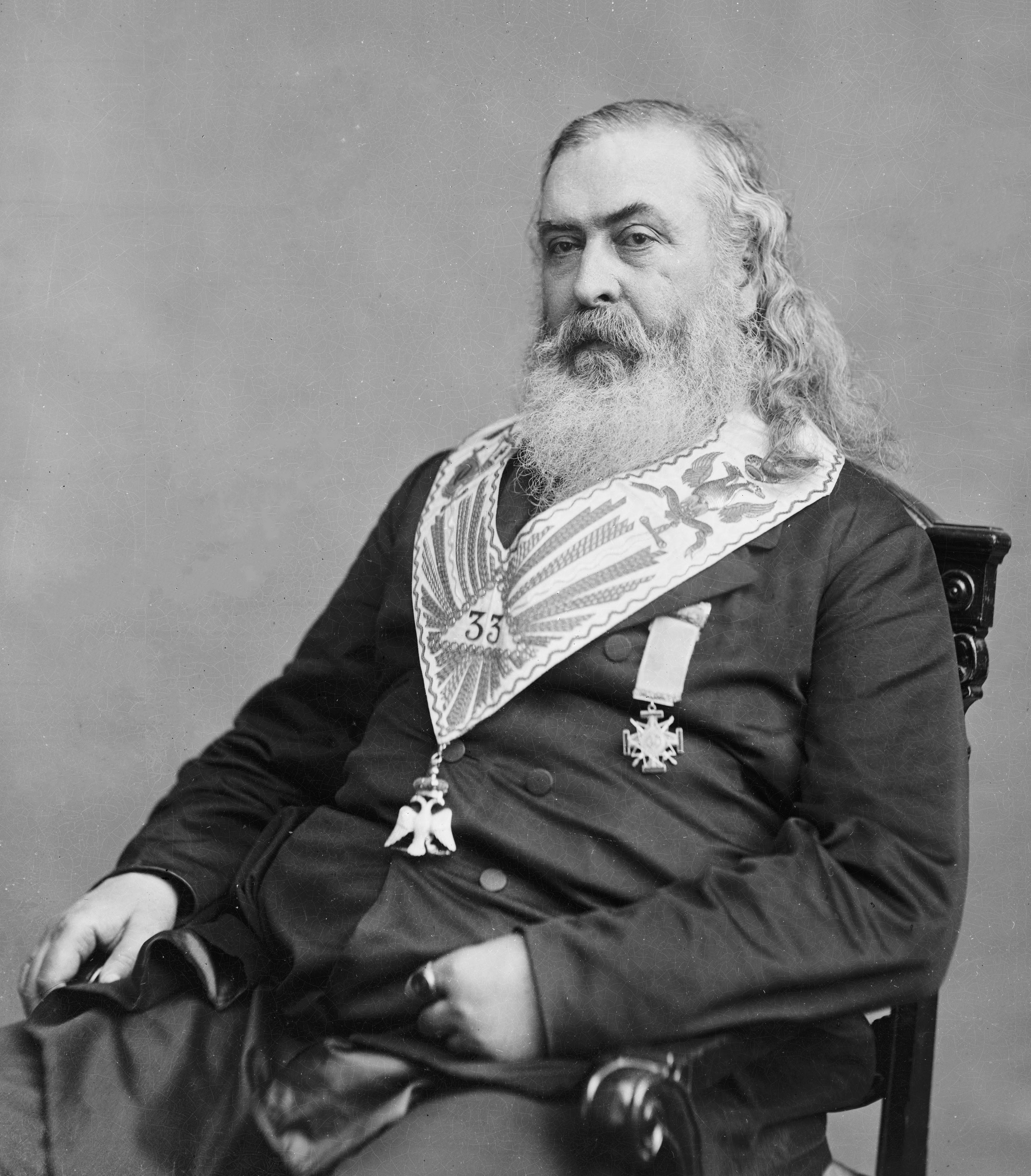
Albert Pike, revêtu des décors maçonniques de Grand Commandeur du Rite écossais ancien et accepté.

Né à Boston, dans le Massachusetts, le 29 décembre 1809, Albert Pike est souvent considéré aux États-Unis comme étant l'homme qui fit le plus pour le succès du REAA, le faisant passer du stade de rite maçonnique assez obscur au milieu du XIXe siècle à la fraternité internationale qu'il est devenu. Pike reçut tous les grades du 4e au 32e de l'historien maçonnique américain Albert Mackey en mars 1853 à Charleston, Caroline du Sud et la même année fut nommé Inspecteur adjoint (Deputy Inspector) pour l'Arkansas.
À cette époque, les degrés étaient encore dans une forme rudimentaire et le plus souvent ne contenaient qu'une brève légende accompagnée de quelques détails, mais le plus souvent sans véritable rituel d'initiation. En 1855, le Suprême Conseil de la Juridiction Sud nomma un comité chargé de préparer des rituels complets du 4e au 32e degré. Ce comité fut composé d'Albert G. Mackey, John H. Honour, W. S. Rockwell, C. Samory et Albert Pike, mais c'est Albert Pike qui fit l'essentiel du travail.
En mars 1858, Pike fut élu membre du Suprême Conseil de la Juridiction Sud des États-Unis et devint son Grand Commandeur en janvier 1859. La guerre de Sécession interrompit son travail sur les rituels du rite écossais. Après la guerre, il partit pour Washington et en 1868 il termina son travail de révision des rituels.
Pike écrivit aussi des conférences pour l'ensemble des degrés qu'il publia en 1871 sous le titre Morales et Dogme du Rite écossais ancien et accepté.

### Histoire du REAA en France
Le Rite écossais ancien et accepté est apparu en France grâce au frère Grasse-Tilly en 1804, alors qu'il revenait des « Isles d'Amérique ». Il fonda le premier Suprême Conseil en France cette même année.
Un traité d'union en décembre 1804 est signé entre le Grand Orient de France et le Suprême Conseil du 33e degré en France. Il est dit que « Le Grand Orient unit à lui » le Suprême Conseil de France. L'accord fut dans les faits appliqué jusqu'en 1814. Grâce à ce traité, le Grand Orient de France s'approprie le Rite écossais ancien et accepté.
De 1805 à 1814 le Grand Orient de France administre les 18 premiers degrés du rite, laissant au Suprême Conseil de France le soin d'administrer les 15 autres, du 19e au 33e.
En 1815 cinq des dirigeants du Suprême Conseil fondent au Grand Orient de France le Suprême Conseil des Rites. Le premier Suprême Conseil en France tombe en sommeil de 1815 à 1821.

Le Suprême Conseil des Isles d'Amérique (fondé en 1802 par Grasse-Tilly, réveillé par Delahogue vers 1810) réveilla en 1821 le Suprême Conseil pour le 33e degré en France et ils fusionnèrent en une seule organisation : Le Suprême Conseil de France. Il s'érige en puissance maçonnique indépendante et souveraine. Il crée des loges symboliques (celles qui sont composées des trois premiers degrés et qui se fédèrent normalement au sein d'une Grande Loge ou d'un Grand Orient).

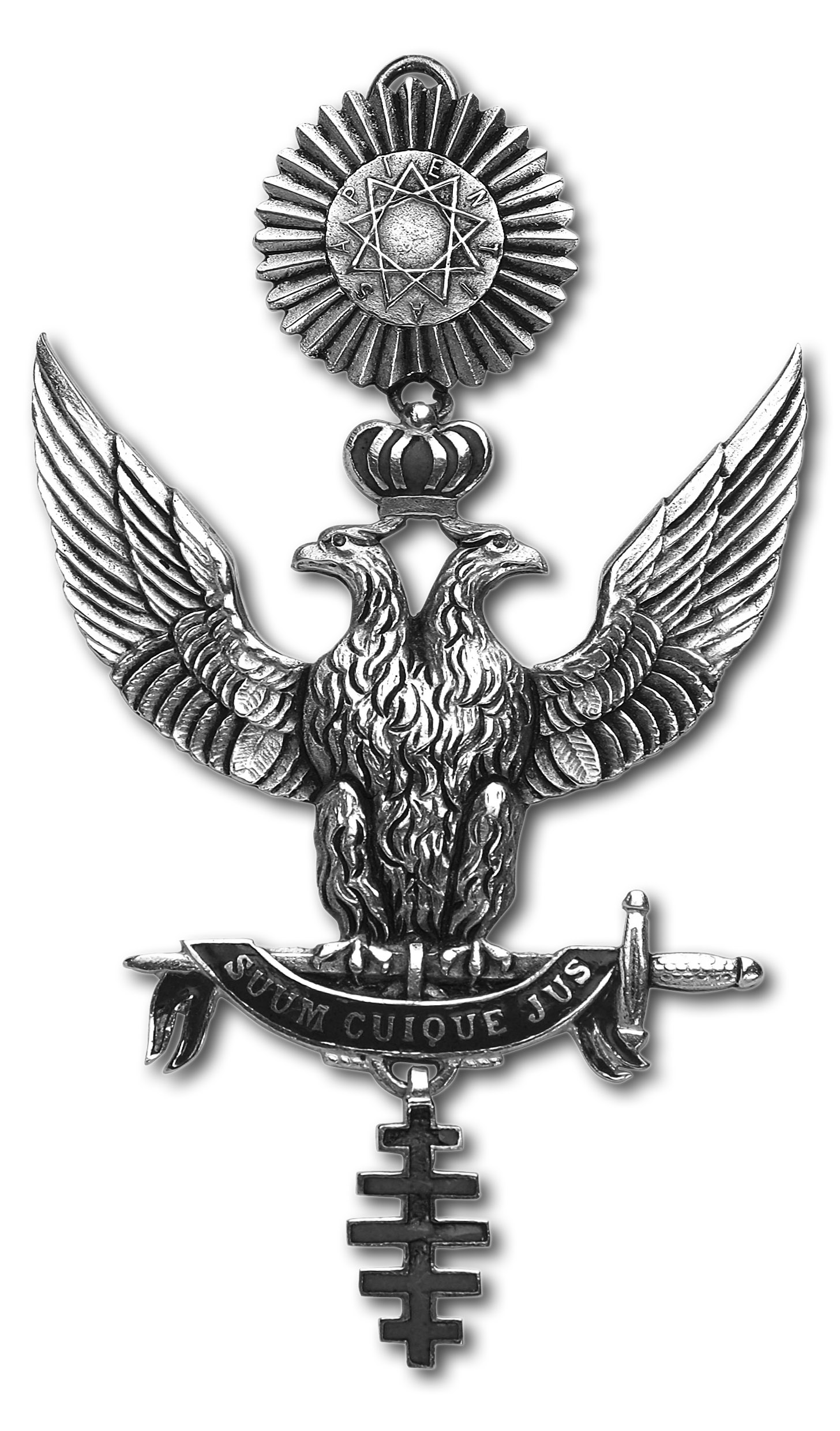
Bijou des Souverains Grands Inspecteurs Généraux du 33e et dernier degré du Suprême Conseil Grand Collège du Rite écossais ancien et accepté du Grand Orient de France.

En 1894, le Suprême Conseil de France créa la Grande Loge de France dont l'autonomie devient une complète indépendance en 1904 lorsque le Suprême Conseil de France renonce à délivrer les patentes constitutives des nouvelles loges. Le Suprême Conseil de France se considère cependant toujours comme gardien de la cohérence de l'ensemble des 33 degrés du Rite et les relations entre les deux structures restent étroites comme en témoignent les deux tenues communes qu'elles organisent chaque année.
En 1899 est créé un Suprême Conseil indépendant en réponse à l'aspiration de mixité en franc-maçonnerie. Cette organisation devient le Suprême Conseil Universel de l'Ordre maçonnique mixte international « le Droit humain » en 1901 après la transformation de la Grande Loge symbolique écossaise de France le Droit humain, elle-même fondée le 4 avril 1893 par Georges Martin et Maria Deraismes. Les principes et la méthode de travail adoptés par cette obédience correspondent aux « Grandes Constitutions Écossaises » de 1786, révisés par le convent des Suprêmes Conseils Écossais de différents pays réunis au Convent de Lausanne en 1875 (en), et ont été adaptés au besoin de mixité du 1er au 33e degré.
En 1964, le Souverain Grand Commandeur Charles Riandey, accompagné de 400 à 500 membres de la juridiction, quitte le Suprême Conseil de France et rejoint la Grande Loge nationale française en estimant que, du fait de sa démission et bien que le Suprême Conseil de France ait continué à travailler sans lui, il n'existait plus de Suprême Conseil en France. Il se fait ensuite ré-initier à Amsterdam aux 33 degrés du rite puis fonde avec l'appui du Suprême Conseil de la Juridiction Sud des États-Unis un nouveau Suprême Conseil, dénommé « Suprême Conseil pour la France », seul à être reconnu par les Suprêmes Conseils des États-Unis après avoir été désigné au convent de Barranquilla (1970) comme seule autorité du Rite écossais pour la France par le plus vieux Suprême Conseil du monde : le Suprême Conseil de la Juridiction Sud des États-Unis.
Principaux Suprêmes Conseils présents en France en 2024 :
- le Suprême Conseil Grand Collège du Rite écossais ancien accepté (issu du Suprême Conseil de 1804, constitué en 1815), enté[15] sur le Grand Orient de France ;
- le Suprême Conseil de France (issu du Suprême Conseil de 1804 puis réactivé en 1821 par le Suprême Conseil dit « des Isles d'Amérique » fondé en 1802 à Saint-Domingue), enté sur la Grande Loge de France ;
- le Suprême Conseil Universel de l'Ordre international maçonnique mixte « Le Droit Humain » créé en mai 1899 et qui prend son nom définitif en 1901. Son siège est situé à Paris.
- le Suprême Conseil pour la France (issu du Suprême Conseil des Pays-Bas, constitué en 1965), dont la quasi-totalité des membres sont issus de la Grande Loge nationale française et de la Grande Loge de l'Alliance maçonnique française ;
- le Suprême Conseil National de France, constitué en 2014, enté sur la Grande Loge nationale française ;

## Organisation
Le Rite écossais ancien et accepté est un rite comprenant 33 degrés. Les trois premiers sont administrés par les « loges bleues » ou « loges symboliques ». Ces ateliers sont de loin les plus nombreux. Les trente suivants (du 4e au 33e), les hauts grades - développement et complément des trois premiers - sont administrés par des « Suprêmes Conseils du 33e et dernier degré du Rite écossais ancien et accepté ».

### Suprêmes Conseils du REAA
Le Rite écossais ancien et accepté est dirigé dans chaque pays par un Suprême Conseil (en théorie, il ne devrait y en avoir qu'un seul par pays, ce qui dans les faits n'est pas le cas. Ainsi, aux États-Unis il existe plusieurs suprêmes conseils reconnus dans la sphère anglo-saxonne). Il n'existe théoriquement pas de gouvernement mondial du REAA, chaque suprême conseil étant souverain dans sa juridiction. Cependant, certains suprêmes conseils ont une influence politique plus forte que d'autres.
En Europe, onze obédiences pratiquant les trois premiers degrés du Rite écossais ancien et accepté se sont associées au sein de la Confédération des grandes loges unies d'Europe.

#### Fondements constitutionnels
Les suprêmes conseils reposent sur les constitutions signées en Prusse et en France le 7 septembre de 1762 et les grandes constitutions de 1786. Ces textes fondateurs confèrent leurs caractéristiques et entité aux suprêmes conseils.
- Les constitutions de Bordeaux de 1762 : elles structurent le système initiatique du « Rite du royal secret ». Le rite est divisé en 25 degrés et en 7 classes et comprend une répartition des pouvoirs visant à créer un centre souverain dont dépend tout le rite[17].
- Les Grandes Constitutions de Berlin de 1786 : seules lois fondamentales, elles sont attribuées à Frédéric II de Prusse. Cet ensemble de prescriptions ordonne la hiérarchie en 33 degrés, affirme les valeurs essentielles du REAA et apporte la devise : « Ordo ab Chao, Deus Meumque Jus » - « l’Ordre naît du Désordre, Dieu et Mon Droit ». Tous les suprêmes conseils, régulièrement établis dans le monde, travaillent ainsi « À la Gloire du Grand Architecte de l’Univers ».

En 1875, les constitutions furent révisées lors du convent international des suprêmes conseils réunis à Lausanne.

### 33 degrés du REAA
Il n'existe pas en franc-maçonnerie de grade supérieur au troisième degré, celui de maître maçon. Un des principes fondamentaux de la « régularité maçonnique » est que tous les maîtres maçons sont placés sur un pied d'égalité, sans considération de position sociale ou d'appartenance à d'autres degrés maçonniques. C'est pourquoi les degrés d'un numéro supérieur au troisième doivent être considérés comme des degrés « latéraux » (side degrees des anglo-saxons), grades d'instruction ou de perfectionnement, et non pas comme des grades « supérieurs », c'est-à-dire impliquant un pouvoir particulier dont pourrait se prévaloir un maître maçon pour se prétendre au-dessus des autres.
Dans de nombreux pays, les trois premiers degrés peuvent être pratiqués à un autre rite que le REAA avant l'accès aux grades suivants de celui-ci.

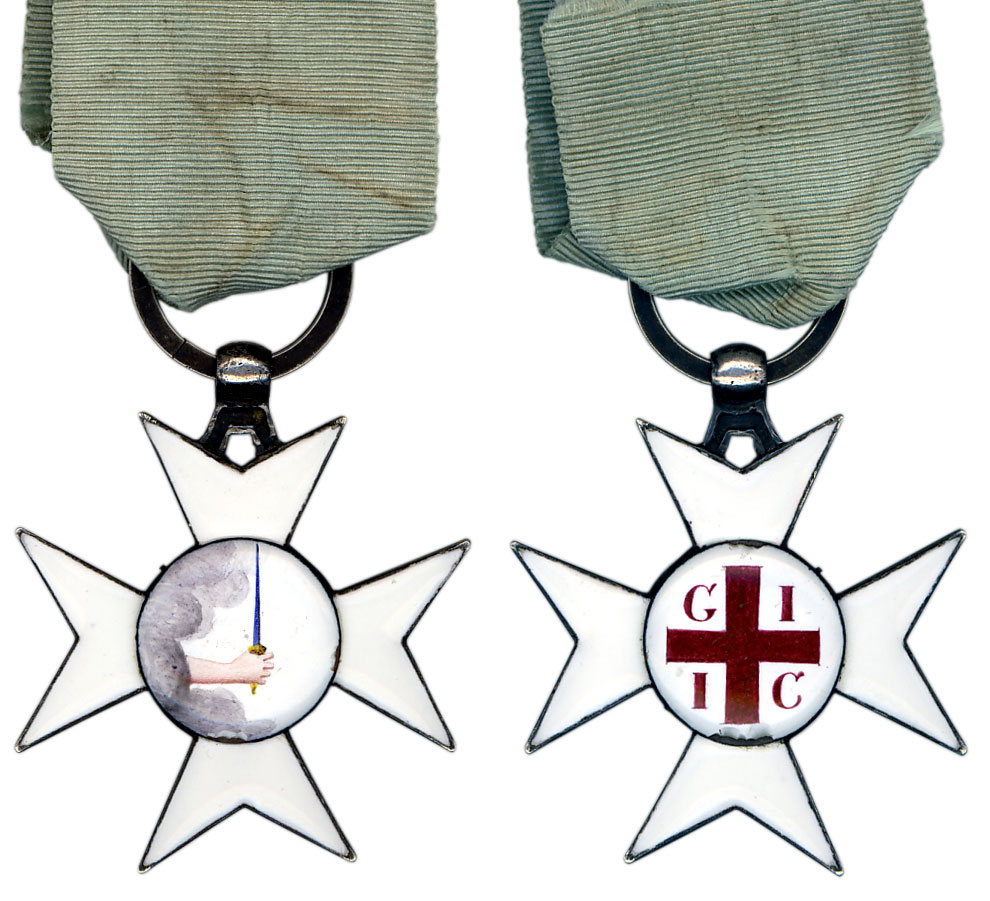
Bijou maçonnique en argent et émail de Grand Inspecteur Inquisiteur Commandeur.

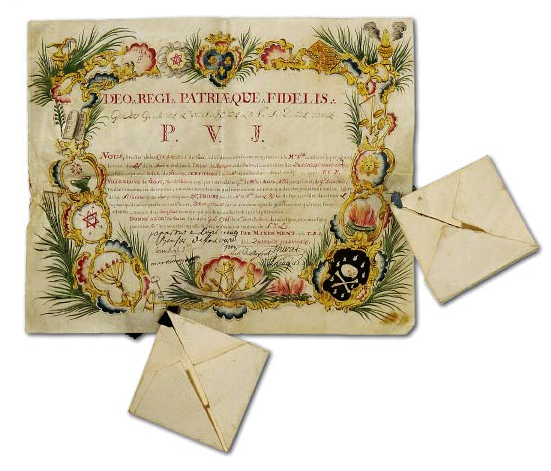
Diplôme de grade maçonnique

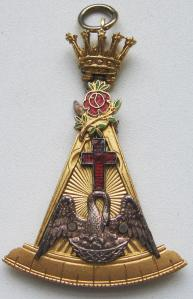
Bijou maçonnique du 18º, grade Souverain Prince Chevalier Rose + Croix

| Degré n° | Titre                                                              | Jur. Sud France                                                                 | Belgique                                                                        | Angleterre                                                                      | Jur. Nord                                                                       |
| -------- | ------------------------------------------------------------------ | ------------------------------------------------------------------------------- | ------------------------------------------------------------------------------- | ------------------------------------------------------------------------------- | ------------------------------------------------------------------------------- |
| 1        | Apprenti                                                           | Loge symbolique (dans certains pays, ces degrés sont pratiqués à un autre rite) | Loge symbolique (dans certains pays, ces degrés sont pratiqués à un autre rite) | Loge symbolique (dans certains pays, ces degrés sont pratiqués à un autre rite) | Loge symbolique (dans certains pays, ces degrés sont pratiqués à un autre rite) |
| 2        | Compagnon                                                          | Loge symbolique (dans certains pays, ces degrés sont pratiqués à un autre rite) | Loge symbolique (dans certains pays, ces degrés sont pratiqués à un autre rite) | Loge symbolique (dans certains pays, ces degrés sont pratiqués à un autre rite) | Loge symbolique (dans certains pays, ces degrés sont pratiqués à un autre rite) |
| 3        | Maître                                                             | Loge symbolique (dans certains pays, ces degrés sont pratiqués à un autre rite) | Loge symbolique (dans certains pays, ces degrés sont pratiqués à un autre rite) | Loge symbolique (dans certains pays, ces degrés sont pratiqués à un autre rite) | Loge symbolique (dans certains pays, ces degrés sont pratiqués à un autre rite) |
| 4        | Maître Secret                                                      | Loge de perfection (ateliers verts)                                             | Chapitre                                                                        | Chapter                                                                         | Lodge of Perfection                                                             |
| 5        | Maître Parfait                                                     | Loge de perfection (ateliers verts)                                             | Chapitre                                                                        | Chapter                                                                         | Lodge of Perfection                                                             |
| 6        | Secrétaire Intime                                                  | Loge de perfection (ateliers verts)                                             | Chapitre                                                                        | Chapter                                                                         | Lodge of Perfection                                                             |
| 7        | Prévôt et Juge                                                     | Loge de perfection (ateliers verts)                                             | Chapitre                                                                        | Chapter                                                                         | Lodge of Perfection                                                             |
| 8        | Intendant des Bâtiments                                            | Loge de perfection (ateliers verts)                                             | Chapitre                                                                        | Chapter                                                                         | Lodge of Perfection                                                             |
| 9        | Maître Élu des Neuf                                                | Loge de perfection (ateliers verts)                                             | Chapitre                                                                        | Chapter                                                                         | Lodge of Perfection                                                             |
| 10       | Illustre Élu des Quinze                                            | Loge de perfection (ateliers verts)                                             | Chapitre                                                                        | Chapter                                                                         | Lodge of Perfection                                                             |
| 11       | Sublime Chevalier Élu                                              | Loge de perfection (ateliers verts)                                             | Chapitre                                                                        | Chapter                                                                         | Lodge of Perfection                                                             |
| 12       | Grand Maître Architecte                                            | Loge de perfection (ateliers verts)                                             | Chapitre                                                                        | Chapter                                                                         | Lodge of Perfection                                                             |
| 13       | Chevalier de Royal Arche                                           | Loge de perfection (ateliers verts)                                             | Chapitre                                                                        | Chapter                                                                         | Lodge of Perfection                                                             |
| 14       | Grand Élu Parfait et Sublime maçon ou Grand Élu de la Voûte Sacrée | Loge de perfection (ateliers verts)                                             | Chapitre                                                                        | Chapter                                                                         | Lodge of Perfection                                                             |
| 15       | Chevalier d'Orient ou de l'Épée                                    | Chapitre (ateliers rouges)                                                      | Chapitre                                                                        | Chapter                                                                         | Council                                                                         |
| 16       | Prince de Jérusalem                                                | Chapitre (ateliers rouges)                                                      | Chapitre                                                                        | Chapter                                                                         |                                                                                 |
| 17       | Chevalier d'Orient et d'Occident                                   | Chapitre (ateliers rouges)                                                      | Chapitre                                                                        | Chapter                                                                         | Chapter                                                                         |
| 18       | Souverain Prince Chevalier Rose + Croix                            | Chapitre (ateliers rouges)                                                      | Chapitre                                                                        | Chapter                                                                         | Chapter                                                                         |
| 19       | Grand Pontife                                                      | Aréopage ou Council (ateliers noirs)                                            | Aréopage                                                                        | Supreme Council                                                                 | Consistory                                                                      |
| 20       | Maître Ad Vitam                                                    | Aréopage ou Council (ateliers noirs)                                            | Aréopage                                                                        | Supreme Council                                                                 | Consistory                                                                      |
| 21       | Chevalier Prussien                                                 | Aréopage ou Council (ateliers noirs)                                            | Aréopage                                                                        | Supreme Council                                                                 | Consistory                                                                      |
| 22       | Prince du Liban                                                    | Aréopage ou Council (ateliers noirs)                                            | Aréopage                                                                        | Supreme Council                                                                 | Consistory                                                                      |
| 23       | Chef du Tabernacle                                                 | Aréopage ou Council (ateliers noirs)                                            | Aréopage                                                                        | Supreme Council                                                                 | Consistory                                                                      |
| 24       | Prince du Tabernacle                                               | Aréopage ou Council (ateliers noirs)                                            | Aréopage                                                                        | Supreme Council                                                                 | Consistory                                                                      |
| 25       | Chevalier du Serpent d'Airain                                      | Aréopage ou Council (ateliers noirs)                                            | Aréopage                                                                        | Supreme Council                                                                 | Consistory                                                                      |
| 26       | Prince de Mercy                                                    | Aréopage ou Council (ateliers noirs)                                            | Aréopage                                                                        | Supreme Council                                                                 | Consistory                                                                      |
| 27       | Grand Commandeur du Temple                                         | Aréopage ou Council (ateliers noirs)                                            | Aréopage                                                                        | Supreme Council                                                                 | Consistory                                                                      |
| 28       | Chevalier du Soleil                                                | Aréopage ou Council (ateliers noirs)                                            | Aréopage                                                                        | Supreme Council                                                                 | Consistory                                                                      |
| 29       | Grand Écossais de Saint-André d'Écosse                             | Aréopage ou Council (ateliers noirs)                                            | Aréopage                                                                        | Supreme Council                                                                 | Consistory                                                                      |
| 30       | Chevalier Kadosh                                                   | Aréopage ou Council (ateliers noirs)                                            | Aréopage                                                                        | Supreme Council                                                                 | Consistory                                                                      |
| 31       | Grand Inspecteur Inquisiteur                                       | Souverain tribunal                                                              | Consistoire                                                                     | Supreme Council                                                                 | Consistory                                                                      |
| 32       | Sublime Prince du Royal Secret                                     | Consistoire                                                                     | Consistoire                                                                     | Supreme Council                                                                 | Consistory                                                                      |
| 33       | Souverain Grand Inspecteur Général                                 | Conseil suprême                                                                 | Conseil suprême                                                                 | Supreme Council                                                                 | Supreme Council                                                                 |

### Exceptions, particularités et désaccords
- L'indépendance des grades symboliques (1er-3e) et des hauts grades (4e-33e) n'a pas toujours été aussi clairement établie qu'à l'heure actuelle, notamment en France et en Belgique, lorsque les loges symboliques pratiquent le Rite écossais ancien et accepté dès le premier degré. De nos jours, les rituels de certains hauts grades mentionnent encore l'existence de « prérogatives »[n 7] datant de leur origine, donc antérieures à la constitution du Rite Écossais Ancien et Accepté.
- Le nom même du REAA a parfois légèrement varié, certains auteurs ainsi que la Juridiction Nord des États-Unis utilisant parfois l'expression « Ancient Accepted Scottish Rite » (sans le and), traduite en français par « Rite écossais ancien accepté » avec l'idée d'une « ancienne acceptation » du rite.

Dans de nombreuses juridictions, il existe également des particularités, généralement minimes, mais parfois plus importantes. Elles concernent principalement les degrés qui sont réellement pratiqués, les autres degrés étant transmis par « communication », suivant l'usage fréquent du XVIIIe siècle, c'est-à-dire sans que le rituel du degré ne soit réellement pratiqué.
- En Angleterre
  - Le rite s'appelle généralement « Rite ancien et accepté » (sans l'adjectif « écossais »). Il impose la pratique de la foi chrétienne (« must profess the Trinitarian Christian faith »). On le pratique seulement au 18e degré. Le 30e est réservé aux anciens présidents de chapitres. Les degrés au-delà du 30e ne sont conférés qu'à un très petit nombre de personnes. On compte 27 000 membres du Suprême Conseil sur les 400 000 membres de la Grande Loge unie d'Angleterre.
  - Le Rite écossais ancien et accepté est également pratiqué du 1er au 33e degré par le Droit humain du Royaume-Uni[18] et du 1er degré au 3e degré par la loge masculine The White Swan, n° 1348[19] de la Grande Loge de France à Londres ainsi que par la loge mixte Marco Polo de la Grande Loge d'Italie.
- En Écosse, on pratique les 18e, 30e degrés. Au-delà, on procède comme en Angleterre.
- En France et en Belgique, suivant les juridictions, on pratique et on initie généralement aux 4e, 9e, 12e, 13e, 14e, 15e, 17e, 18e, 22e, 26e, 28e, 30e, 31e, 32e et 33e degrés. Dans certaines juridictions belges, on initie également aux 5e et 29e degrés. Des différences quant au nombre de grades pratiqués existent d'une juridiction et d'un pays à l'autre. En règle générale, les juridictions françaises pratiquent moins de degrés d'aréopage que les juridictions belges et privilégient les degrés capitulaires.
- Aux États-Unis, la Juridiction Nord a réformé ses pratiques de manière assez notable en 2004 et en 2006[20] : le nom de 21 des 33 degrés, en particulier, a été changé. Par ailleurs, le système nord-américain est beaucoup plus rapide que dans d'autres pays, puisqu'il permet d'atteindre le 32e degré en très peu d'années alors qu'en Europe et en Amérique du Sud, une telle progression requiert une pratique assidue de plus d'une vingtaine d'années. Pour cette raison, plusieurs juridictions européennes et sud-américaines ne reconnaissent pas automatiquement les hauts grades reçus par leurs membres à l'occasion d'un séjour aux États-Unis.